# Гірський кутозуб великий
Гірський кутозуб великий (Batrachuperus londongensis) — вид земноводних з роду Гірський кутозуб родини Кутозубі тритони. Інша назва «лундунський кутозуб».

## Опис
Завдовжки досягає 15—26,5 см. Спостерігається статевий диморфізм: самці більші за самиць. Голова помірно сплощена. Морда коротка і заокруглена. У дорослих особин можуть зберігатися незарослі зяброві щілини. Кут рота позаду заднього краю ока. Зуби крихітні. Язик має овальну форму. 4 сошникових зубів утворюють букву «V». Тулуб щільний. Має 11 костальних борозен. Кінцівки кремезні. Хвіст округлий в основі й поступово ущільнюється до свого кінця. Плавець на хвості помірно високий.
Забарвлення цього кутозуба здебільшого однотонне: темно-коричневе або чорне. Черево іноді може бути трошки світліше за спину й боки.

## Спосіб життя
Полюбляє річки і лісові прісноводні струмки. Значний час проводить у воді. Зустрічається на висоті 1300—1800 м над рівнем моря. Живиться водними безхребетними.
Розмножується на кам'янистих ділянках з холодною водою, самиця яйцеві мішки завдовжки до 20 см, подібно іншим видам роду, прикріплює до каменів.
М'ясо цього кутозуба місцеві мешканці вживають у їжу, органи, кров, залози використовують у китайській медицині.

## Розповсюдження
Мешкає у річці Лундун, що протікає по схилах гори Емей у китайській провінції Сичуань.